# Reved
Reved (* 3. Juli 2000 in Aschaffenburg; bürgerlich Antonia Staab) ist eine derzeit inaktive deutsche Influencerin, Livestreamerin, Gamemasterin und Webvideoproduzentin. Sie ist die reichweitenstärkste Twitch-Streamerin im deutschsprachigen Raum.

## Leben
Antonia Staab wurde als älteste Tochter einer Aschaffenburger Friseursalonbesitzerin geboren und ging auf das Karl-Theodor-von-Dalberg-Gymnasium in Aschaffenburg. In ihrer Schulzeit war sie als Nachwuchs-Fußballspielerin des FVgg Kickers Aschaffenburg aktiv. In der Saison 2013/14 wurde sie mit der Mannschaft U17-Bezirksliga-Meister, verbunden mit einem Aufstieg in die Landesliga.
Nach ihrem Abitur 2018 (Schnitt von 1,9) zog sie im Kreis von Simon Unge für einige Zeit nach Funchal auf Madeira. Dorthin wanderte sie  2020 aus, nachdem sie 2019 noch einmal nach Aschaffenburg zurückgekehrt war.
Staab ist bisexuell. 2021 lebte sie ein halbes Jahr in Berlin, wo ihre Beziehung mit der Streamerin AnniTheDuck öffentlich wurde. Das Paar zog Anfang 2022 nach Madeira, wo es sich Ende desselben Jahres trennte.

## Karriere
Als Schülerin lud Staab 2014 ihre ersten YouTube-Videos hoch, in denen sie Minecraft spielte, anfangs noch unter dem Namen Ruffy; in der folgenden Zeit arbeitete sie für GommeHD und dessen Minecraft-Mehrspielernetzwerk GommeHD.net.
Ihre Streaming-Karriere begann Reved mit YouTube-Live-Streams, die sie jedoch während der Vorbereitung auf das Abitur pausierte. 2019 erreichte sie 100.000 Follower bei ihrer Teilnahme am Minecraft-Projekt Craft Attack 7. Ihren zehnstündigen YouTube-Livestream, in welchem sie 2019 aufgrund einer verlorenen Wette 100.000-mal „Uff“ sagen musste, lud sie als YouTube-Video hoch; das viral ging.
Reved ist seit 2019 regelmäßig auf ihrem Twitch-Kanal aktiv, hauptsächlich in der Kategorie Just Chatting, in der sie neben Reactions zahlreiche Formate, Game- und Quizshows betreibt. Außerdem spielt sie Computerspiele. Daneben finden unregelmäßig Real-Life-Streams (Streams, auf denen Ausflüge im „echten Leben“ gezeigt werden) statt, in denen sie von von Reisen und Veranstaltungen wie der Gamescom und der TwitchCon berichtet. Zusammenschnitte aus ihren Streams werden als Reaktionsvideos und Videoclips bei YouTube hochgeladen. Regelmäßig finden gemeinsame Streams mit anderen Streamern wie BastiGHG, Papaplatte und Rezo statt – sowohl in Videokonferenzen als auch gemeinsam vor Ort.
2021 war Staab die zweitgrößte deutsche Twitch-Streamerin mit dem am drittschnellsten wachsenden Kanal des Jahres. Im März des Jahres erreichte sie 500.000 Follower auf Twitch. Seit 2021 veranstaltet Reved jährlich einen 7-Tage-Stream mit anschließendem Subathon, bei welchem sie 2021 insgesamt 14 Tage durchgängig live war. 2021 bestand eine Werbekooperation mit Amazon Prime Video, während der sie mehrere Shows auf dessen Twitch-Kanal PrimeVideoDE moderierte, teils gemeinsam mit Gnu und Shurjoka. Auf dem deutschsprachigen Twitch-Kanal von Amazon Music (AmazonMusicDE) stellt Reved seit 2022 in der Brand New Music Show die wöchentlichen Musik-Neuerscheinungen vor. 2023 erreichte sie die Millionen-Follower-Marke auf Twitch, als erste Frau im deutschsprachigen Raum.
Anfang 2023 vergab Reved mit den von ihr ins Leben gerufenen Streamawards erstmals einen Zuschauerpreis für Deutsche Livestreamer, der für Videoclips in mehreren Kategorien vergeben wurde; die Verleihung moderierte sie auf ihrem Kanal gemeinsam mit ihrem Streamerkollegen Amar. Dabei gewann auch sie einen Preis für ihr Format Der Dümmste fliegt, den sie jedoch an Pietsmiet weitergab, da das Format stark von einem Format Pietsmiets inspiriert war.
Im September 2023 verkündete Reved in einem YouTube-Video aus gesundheitlichen Gründen eine Auszeit auf Twitch und damit weitestgehend auch auf YouTube.
Am 29. November 2024 verkündete sie in einem Youtube-Video ein vorläufiges Ende ihrer Social-Media-Konten. Sie zog sich zudem vorerst von der Moderation der Streamawards zurück.

## Formate
Zu Reveds beliebtesten Formaten zählen die Streamawards, eine Awardshow für Twitch Deutschland, bei dem Zuschauer Streamer und Momente aus Streams nominieren und dafür abstimmen können. Die Show wurde auch von vielen anderen Streamern, insbesondere den Preisträgern aufgegriffen und über Twitter verbreitet.
Von mehreren Quizshows, die sie regelmäßig veranstaltet, ist Der Dümmste fliegt die erfolgreichste. Es wurde von einem Pietsmiet-Format auf YouTube inspiriert und von Reved zu Twitch gebracht. Angelehnt sind beide Versionen an dem britischen Originalformat The Weakest Link. Bei dem Format werden 7 bis 8 Teilnehmern hintereinander Fragen gestellt, bis nach drei Minuten alle Teilnehmer dafür stimmen können, wer die dümmste Antwort gegeben hat, bis nur noch zwei Teilnehmer übrig sind. Diese treten in einem Finale gegeneinander an und müssen nacheinander die gleichen Fragen beantworten. Wer mehr Fragen richtig beantwortet, gewinnt. Das Format wird auch auf YouTube hochgeladen, wo die Folgen regelmäßig über 1 Million Clicks erzielen.

## Soziale Medien
Antonia Staab ist neben Twitch und ihren Youtube-Kanälen auf den Sozialen Netzwerken Instagram (495.000 Follower), X (265.000 Follower), TikTok (855.000 Follower) und Threads (55.000 Follower) vertreten, sowie auf Reddit im Subreddit r/Reved und auf Discord.
Ihr Maskottchen Socki ist eine Socke mit Smiley, die als Popschutz über ihr Haupt-Mikrofon gezogen ist.
Auf Wattpad wurden zahlreiche Fan-Fictions über Reved verfasst.

## Filmografie

### Filme
- 2020:  Stimme des Red im Kurz- und Animationsfilm Among Us: 3D Film.[33][34][35]
- 2021: Rolle der Rowdy Antonia im von Amazon Prime Video produzierten Kurzfilm Silicone Highschool der Youtuberin Gnu.[36]

### Shows
- 2021: Mehrfach Gast bei Dennis und Benni Wolters Kanal World Wide Wohnzimmer auf Funk: Twitch-Hype: Wann wird Spaß zur Sucht? (mit Papaplatte, Rewinside, RevedTV & Y-Kollektiv)[37], KORREKT oder WEG![38], DAS beantwortest du NIE![39], Erkennst DU den Song?[40]
- 2021: Mit ihrer Mannschaft gewann Reved den von Marius Angeschrien veranstalteten Next Level-Wettkampf, eine Art Ninja-Warrior-Parcours für Influencer.[41][42][43]
- 2021: Beim von Rocket Beans TV veranstalteten Schachturnier Zugzwang belegte sie den zweiten Platz, nachdem sie von Magnus Carlsen trainiert worden war und im Finale gegen Stefan Titze verloren hatte.[44][45]
- 2022: Gemeinsam mit Mexify Kandidatin bei Amar und Trymacs Spielshow Teammates on Tour auf Joyn.[46][47]
- 2022: Gemeinsam mit Jens Knossalla, Elias Nerlich, Kayla Shyx und Trymacs Kandidatin bei MontanaBlacks Show Get Away! auf Joyn.[48][49][50]
- 2023: Reveds Avatar gewann die von HandOfBlood erschaffene und viral gegangene Royal-Rumble-Simulation Influencerinnen Rumble.[51][52]

## Podcasts
- 2022: Gast im Podcast Edeltalk – mit Dominik & Kevin von Papaplatte & Reeze: Reveds erstes Mal.[53]
- 2022: Gast im Podcast 1 auf die Ohren von Jens Knossalla: RevedTV vs. Knossi – Millionär wird wer?[54]
- 2023: Gast im Podcast Edeltalk – mit Dominik & Kevin von Papaplatte & Reeze: Reved: Deeptalk über Beziehungen, ADHS und Mental Health.[55]
- 2023: Gast im Podcast Hazel Thomas Hörerlebnis von Hazel Brugger und Thomas Spitzer: Schokoladenseiten mit Antonia aka Reved.[56]
- 2023: Gast im Podcast Hazel Thomas Hörerlebnis von Hazel Brugger und Thomas Spitzer: Geld scheffeln mit Antonia aka Reved.[57]